# Grün ist die Heide (1972)
Grün ist die Heide is een Duitse muziekfilm uit 1972, geregisseerd door Harald Reinl, met in de hoofdrol zanger Roy Black.

## Verhaallijn
De drie vrienden Norbert, Möps en Bernie gaan op vakantie naar de Lüneburger Heide, waar Norbert een huisje heeft geërfd. Het is hun bedoeling om de vakantie zonder alcohol, tabak en vrouwen door te brengen. De woning blijkt echter niet meer te zijn dan een lege stal en al snel laten de vrienden hun goede voornemens varen.

## Rolverdeling
- Roy Black als Norbert
- Monika Lundi als Ursula
- Peter Millowitsch als Möps
- Jutta Speidel als Hanna Engelmann
- Rainer Rudolph als Bernie
- Viktoria Brams als Anita
- Heidi Kabel als Mevrouw Engelmann
- Henry Vahl als Opa
- Jean-Claude Hoffmann als Stefan
- Günther Schramm als Dr. Velten
- Rut Rex als Mevrouw Berger
- Ralf Wolter als Meneer Hoegen
- Agnes Windeck als Mevrouw von Meltendorf
- Eddi Arent als Meneer Locher